# Vostochni (Dinskaya, Krasnodar)
Vostochni (del ruso: Восточный) es un jútor, centro administrativo del raión de Dinskaya del krai de Krasnodar del sur de Rusia. Está situado en la orilla derecha del río Kochety, afluente del río Kirpili, 21 km al noroeste de Dinskaya y 37 km al norte de Krasnodar, la capital del krai. Tenía 36 habitantes en 2010.
Pertenece al municipio Staromyshastovskoye.